# 大阪商科大学 (旧制)
| 大阪商科大学 （大阪商大） | 大阪商科大学 （大阪商大） |
| ------------------------- | ------------------------- |
| 創立                      | 1928年                    |
| 所在地                    | 大阪市                    |
| 初代学長                  | 河田嗣郎                  |
| 廃止                      | 1962年                    |
| 後身校                    | 大阪市立大学              |
| 同窓会                    | 有恒会                    |

旧制大阪商科大学（きゅうせいおおさかしょうかだいがく、英語: Osaka University of Commerce）は、1928年（昭和3年）に設立された公立の旧制大学。略称は「大阪商大」。
本項では、市立大阪高等商業学校（大阪高商）など前身の諸校を含めて記述する。

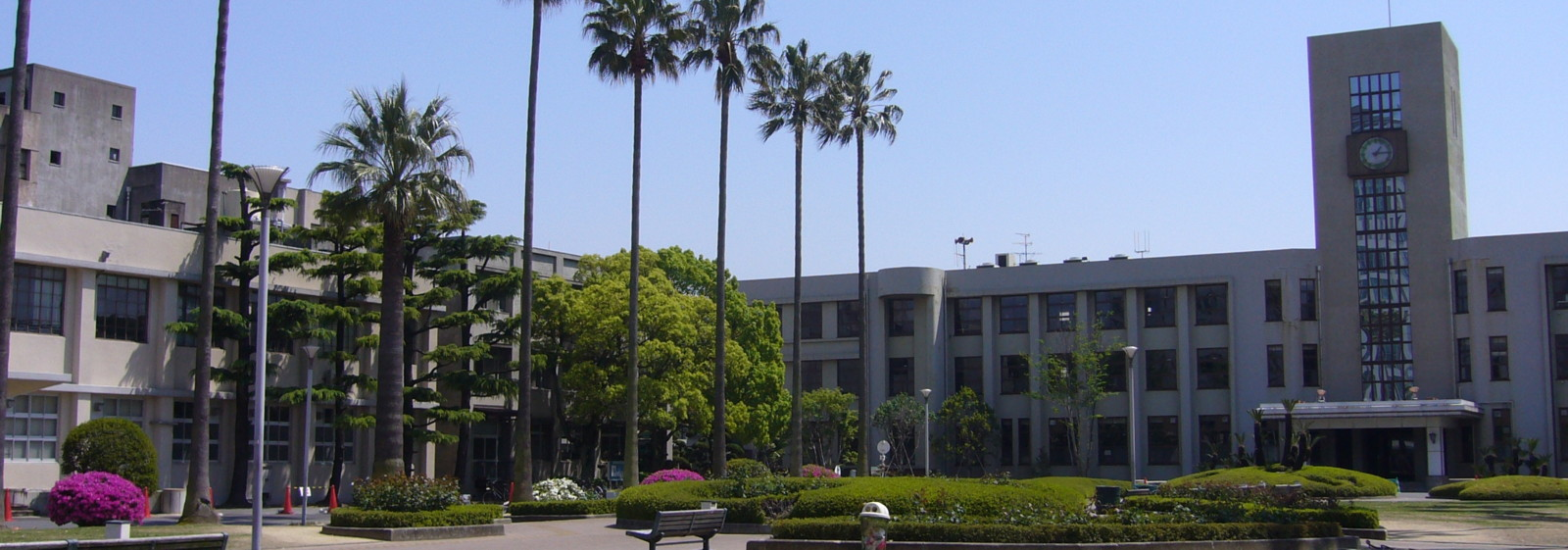
右が大阪市大1号館（旧商大本館）、左が大阪市大旧図書館（旧商大図書館）。2006年撮影。本館は1988年-1989年に大改装された。

## 概要

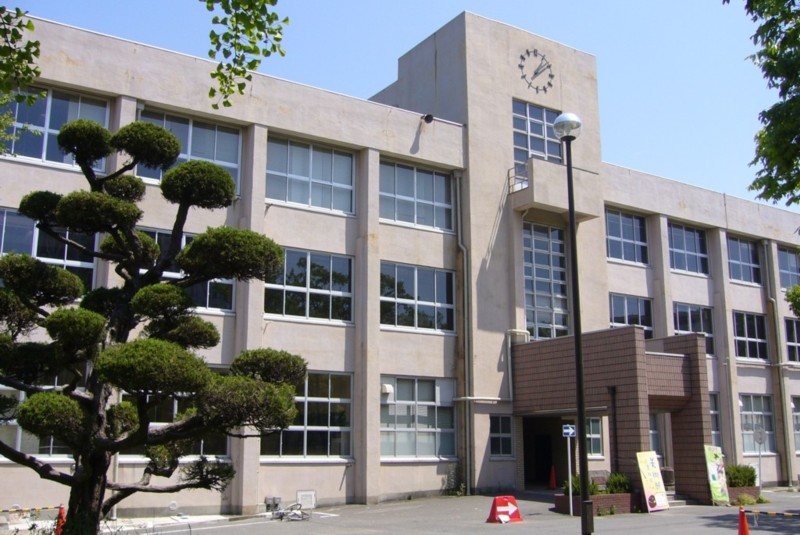
大阪市大2号館（旧商大予科校舎）。2006年撮影。1987年に大改装された。

- 日本初の市立大学。前身の大阪市立高等商業学校も日本初の市立専門学校であった。
- 学部のほか予科・高等商業部を設置した。学部には、当時としては珍しい市政科が設置された。
- 第二次世界大戦中、他の商大・高商の校名から 「商」（商科・商業） の文字が消えた中、校名を守り通した。高等商業部は大阪工業経営専門学校と改称されたが、戦後、高等商業部に復称した。
- 新制大阪市立大学 商学部・経済学部・法学部 の前身である。建学の精神は、同大学に受け継がれた。大阪市立大学#建学の精神（理念） を参照。
- 同窓会は 「有恒会」 と称する（1953年、「大阪商科大学同窓会」 から改称し、新制卒業生と合同した）。
- 東大京大と並んで、何故か商業系にありながら、学生運動で有名となり、企業が卒業生をあえて採用しなかった時期が長く続き、卒業生の企業在籍人数は規模の割には少ない。マルクス経済が授業の主流を占めていた時期が長く、時代に遅れて、近代経済学では歴史が浅くなってしまった。この伝統は大阪市立大学にも引き継がれた。

## 沿革

### 源流諸校の時代

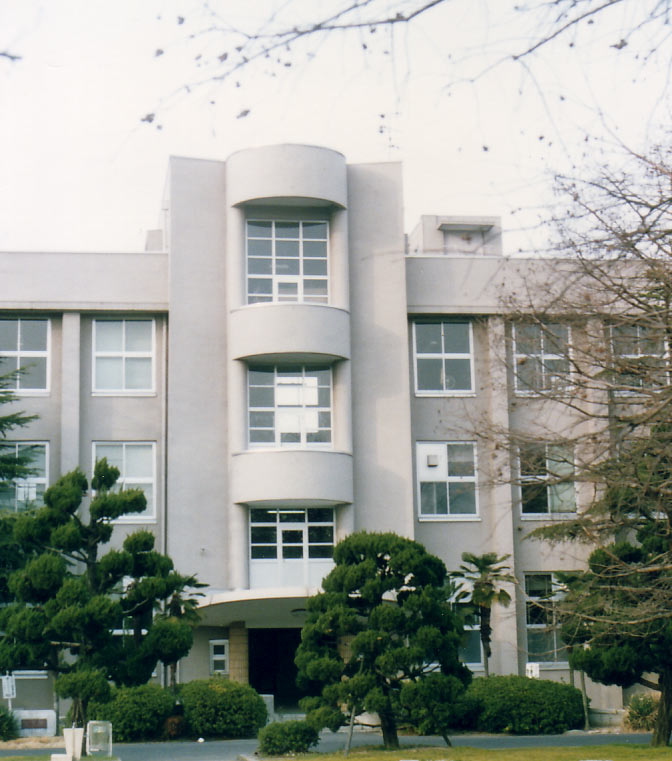
大阪市大3号館（旧商大高商部校舎）。1991年撮影。跡地に全学共通教育棟が建つ。

- 1880年11月： 門田三郎兵衛、五代友厚ら財界人の寄付により 私立大阪商業講習所を設立。
  - 正則科、速成科（夜間部）を設置。
- 1881年8月： 大阪府に移管、府立大阪商業講習所と改称。
- 1882年1月頃： 校則改正。[1]
  - 正則科（修業年限3年）、速成科（修業年限1年半）。入学資格： 満13歳以上、小学校中等科卒業程度。
- 1885年3月： 府立大阪商業学校と改称。
  - 商業学校通則（1884年）に基づく第一種商業学校。本科は修業年限3年、入学資格 満13歳以上。
  - 附属速成科は有料化された（1886年2月 廃止）。
- 1888年5月： 修業年限4年（予科2年・本科2年）、入学資格 満14歳以上に変更。

予科進学者のために附属科（修業年限1年、入学資格 満13歳以上）を設置。
- この当時、府立・私立 2校の 「大阪商業学校」 が並存（私立は 1887年創立、現・大商学園高等学校）。

- 1889年6月： 堂島川で第1回水上運動会開催（現・大阪市立大学ボート祭の発祥）。
- 1889年10月： 大阪市発足（同年4月）に伴い市に移管、市立大阪商業学校と改称。
- 1890年5月： 同窓会発足。
- 1892年12月： 帽章を制定（梅花に「商」）。

大阪市立天王寺商業高等学校（現・大阪市立大阪ビジネスフロンティア高等学校）の校章として引き継がれた。
- 1893年4月： 本科の上に高等科（修業年限1年）を設置 - 実際の発足は 1897年。
  - 別科を新設（速修コース、修業年限2年。1900年 4月廃止）。附属科を補充科に改称。
- 1894年12月： 附属語学部を設置（支那語・朝鮮語の 2コース。修業年限各1年。1897年授業中止）。
- 1900年4月： 修業年限6年（予科2年・本科3年・専攻科1年）に変更。入学資格 満14歳以上。

商業学校規程（1899年）第1条第2項にいう 「甲種商業学校ノ程度ヨリ更ニ高等ナル商業学校」 とした。

### 大阪高等商業学校時代
1899年（明治32年）、文部省は官立第二高等商業学校の設置地を神戸市に内定。
大阪市は同年 9月、文部省招集の全国商業学校長会議で大阪への高商設置建議案の可決を取り付けるなど巻き返しを図ったが、翌 1900年1月の帝国議会（衆議院）で、大阪への官立高商設置建議案は否決された。大阪市は独自に高等商業学校を創設する道を選択した。

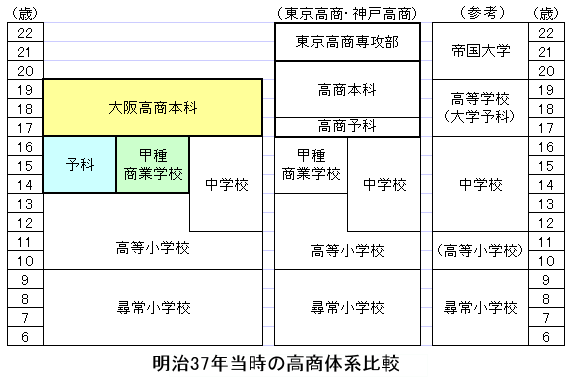
明治37年（1904年）当時の高商体系比較図

- 1901年4月11日： 市立大阪商業学校を改組し、市立大阪高等商業学校を設立（文部省告示第87号）。
  - 予科（甲種商業学校相当） 3年制、本科 3年制とし、附属甲種商業科（修業年限3年）を設置。
  - 商業学校規程 第1条第2項に基づく高等教育機関と自称。本科への入学資格は旧制中学校・甲種商業学校卒業程度で、東京高等商業学校や神戸高等商業学校より 1学年分程度が低く、当初から問題とする意見があった。[2] ただし、後発の高等商業学校とは入学資格・修業年限が同じであった。
  - 校章は梅花に 「高商」。
- 1904年3月26日： 専門学校令に準拠（文部省告示第64号）。
  - 高等科（予科・本科の総称）を専門学校令に基づく組織に変更した。文献によっては、この時点をもって大阪高商の設立としている。
  - 1903年の専門学校令公布により、商業学校規程 第1条第2項は削除された。[3] 従って、1903年4月-1904年3月の間は、根拠条文を欠く高商であった。
- 1907年2月： 校歌 「夕古城を仰ぎ見て」 を制定（佐佐木信綱 作詞、田村虎蔵 作曲）。

高商校歌は、後身の大阪商科大学・天王寺商業学校（現・天王寺商業高等学校）に継承された。高商・商大では楽譜通りには歌われなくなった。 1921年 には山田耕筰による曲も作られたが、広まらなかった。
- 1909年7月： 「北の大火」 で校舎全焼。
- 1912年2月： 予科を廃止。附属甲種商業科を分離し、市立大阪甲種商業学校を設立（後の天王寺商業学校、現・天王寺商業高等学校）。
- 1916年1月： 『商業及経済研究』 創刊（季刊、1931年11月廃刊）。
- 1919年4月： 大阪市立高等商業学校と改称。
  - この年の秋頃、3年制から 4年制への変更が検討されたが、実現しなかった。[5]
- 1919年12月： 神戸高商の大学昇格運動に刺激され、大阪高商でも大学昇格運動が勃発。

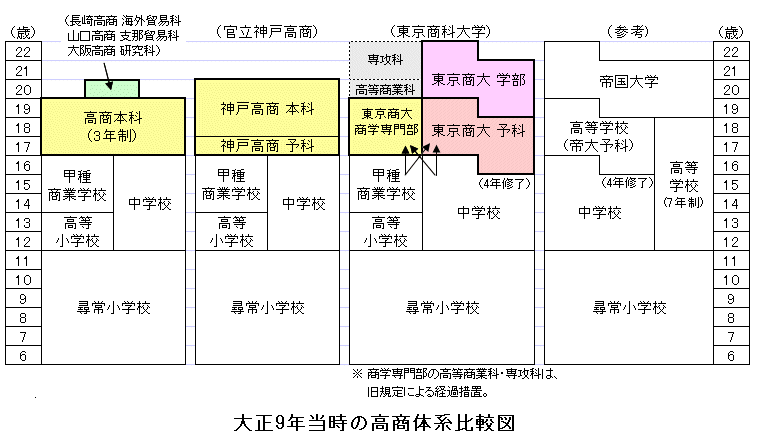
大正9年（1920年）当時の高商体系比較図

- 1920年4月： 本科の上に研究科（修業年限1年）を設置。

大学昇格をにらみ、旧東京高商や神戸高商と同様に 4年制とし、レベルアップを図る目的で設置された。
当時の大学令は、公立大学の設置を 「北海道及府県ニ限リ」 認め（第5条）、市による大学設立を許さなかった。そのため、大阪高商の大学昇格運動は、大学令改正運動が中心となった。
- 1924年7月： 帝国議会（衆議院）、大学令改正建議案を可決。
- 1926年12月： 文政審議会、大学令第5条の改正を可決。
- 1928年1月： 大学令第5条が改正され、市による大学設立が認められる（勅令第7号）。

### 大阪商科大学時代

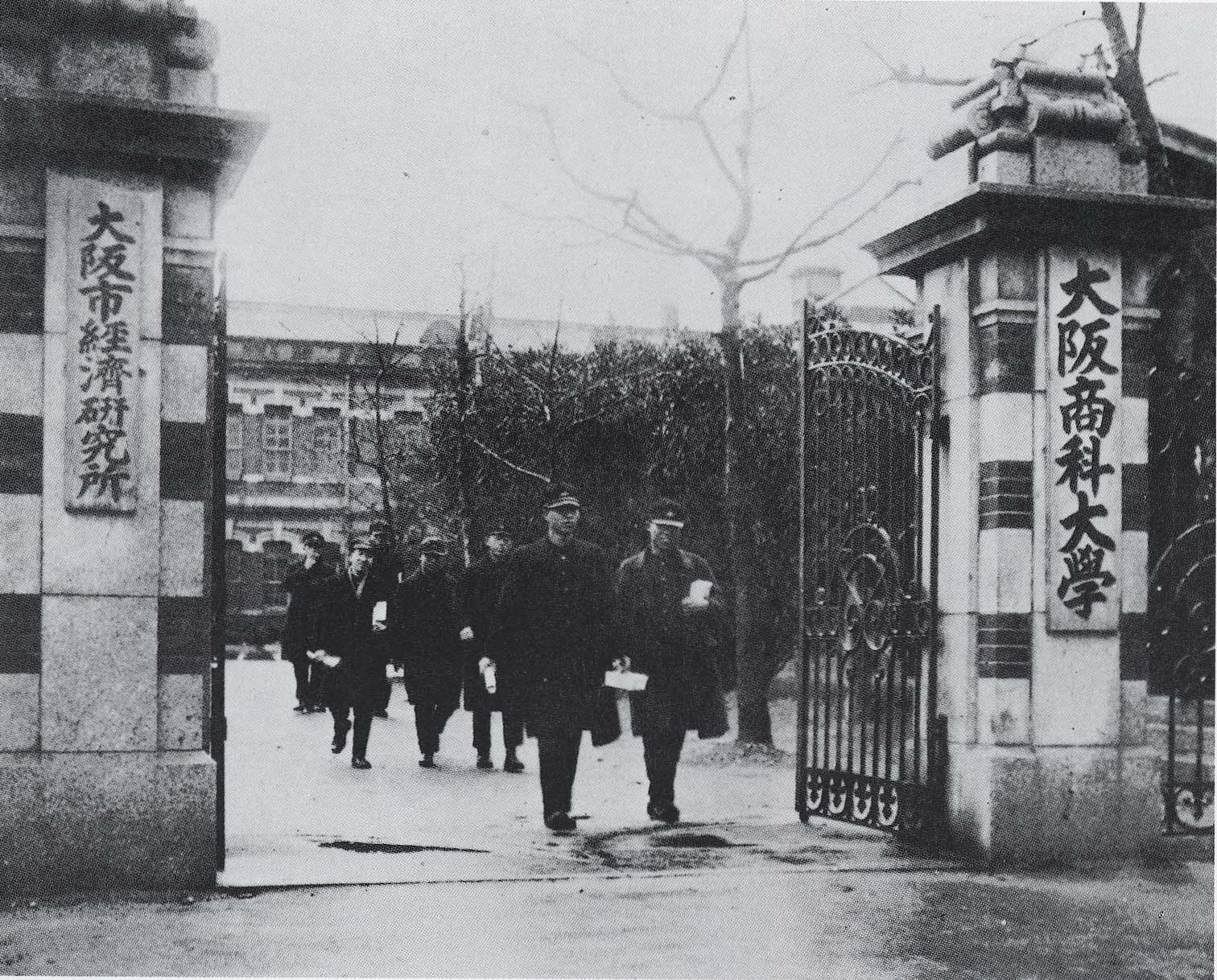
大阪商科大学正門(1928年頃)

- 1928年3月16日： 文部省により大学設立認可（大専7号）。大阪商科大学学則を制定（4月1日施行）。
- 1928年4月： 予科を開設（修業年限 3年）。大阪市立高等商業学校を大阪商科大学高等商業部と改称（3月23日文部省認可、4月1日施行）。
- 1928年7月： 二代目野村徳七からの寄付金により大阪市経済研究所を附置。
- 1929年2月： 附属図書館、ヴェルナー・ゾンバルトの蔵書11,574冊を購入。「ゾムバルト文庫」と呼称（当時）。
- 1929年4月： 学部を開設（修業年限 3年）。経営科、貿易科、金融科、市政科の 4科を設置。
  - 校章は、マーキュリーの羽翼と大阪市章（澪標）とに OUC の 3文字を組み合わせたもの。ただし学部の帽章は 「商大」 の 2文字のみとなった。
- 1929年4月： 『経済時報』 を創刊（月刊）。
- 1930年11月： 経済研究所より 『経済学辞典』 第1巻 を刊行（岩波書店刊。1932年、全5巻完結）。
- 1931年3月： 学則改正。学部の 4科（経営、貿易、金融、市政）を学科として明記。
- 1932年2月： 学生ストライキ事件。出席調査制度の全廃を要求。学生十数名が検挙、退学処分に。
- 1932年6月： 『大阪商科大学経済研究年報』 創刊。
- 1933年： 京大滝川事件で辞職した恒藤恭、末川博を専任講師として受け入れ（1940年10月、教授に昇格）。
- 1937年4月： 『経済学雑誌』 創刊（『大阪商科大学経済研究年報』・『経済時報』 を合併。2006年現在も続刊）。

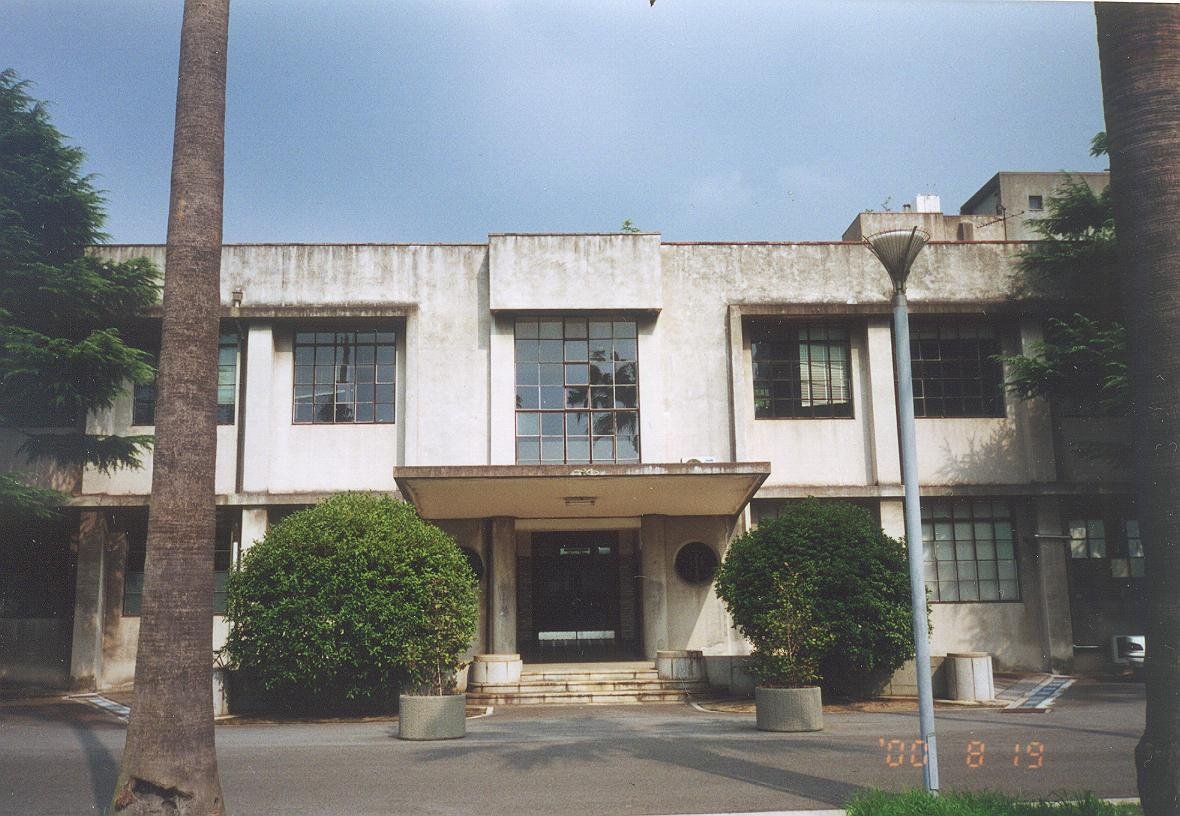
大阪市大旧図書館（旧商大図書館・研究室棟）。2000年撮影。改修前

- 1941年4月： 学則改正により、学科目制を学年制に変更。
  - 学部の 4学科は廃止された。市政科科目も廃止。
- 1941年12月： 学部、高等商業部 繰り上げ卒業。
- 1942年4月： 臨時学則により、学部・予科・高等商業部の修業年限を 2年6ヶ月に短縮。
- 1942年9月： 学部、高等商業部 繰り上げ卒業。予科 繰り上げ修了。
- 1943年： 大阪商大事件発生。詳細は同項記事を参照。
- 1943年4月： 予科 2年制に短縮。
- 1943年11月： 大阪府下大学高専校出陣学徒合同壮行式に参加[6]。
- 1944年4月： 高等商業部を大阪工業経営専門学校に転換。

高等商業部は1945年9月廃止（大阪高商の制度上の廃止）。1943年までの入学者は高等商業部名義で卒業。
- 1944年8月： 校舎の一部を大阪海兵団に転用。
- 1945年10月： アメリカ軍により杉本町校舎全面接収。市内の小学校校舎等に分散移転。
- 1946年3月： 学則改正により、学年制から学科目制に復帰。
市政科は復活せず。予科 3年制に復帰。
- 1947年3月： 大阪工業経営専門学校を大阪商科大学高等商業部に復称。

大阪工業経営専門学校名義の卒業生は一人も存在しない。
- 1949年4月： 新制大阪市立大学創設。
  - 大阪商科大学は商学部・経済学部・法文学部法学科の母体となった。校歌は引き継がれなかった。[7]
  - 大阪市経済研究所は、大阪市立大学経済研究所となった（2003年3月廃止、2006年4月都市研究プラザに改組）。
- 1950年3月： 予科閉校。

1948年の予科・高等商業部入学者は、翌 1949年に入学試験受験の上、新制大阪市立大学に編入。
- 1951年3月： 高等商業部閉校（大阪高商の事実上の廃止）。
- 1952年8月： 杉本町校舎の一部がアメリカ軍から返還される（完全返還は 1955年）。
- 1953年3月： 大阪商科大学閉校式（実務上、学生が無くなったため）。
- 1962年3月： 大阪商科大学（学位授与機関として名実共に）閉校。

## 歴代校長
旧制大阪商業講習所
- 所長： 桐原捨三 （1880年11月 - 1881年8月）
- 所長心得： 木村復次 （1881年8月 - 1881年11月）
- 所長心得： 山本達雄 （1881年11月 - 1882年1月）
- 所長： 天野皎 （1882年1月 - 1884年3月）
- 所長心得： 吉良(矢野)亨 （1884年3月 - 1885年3月）

旧制大阪商業学校
- 校長心得： 吉良(矢野)亨 （1885年3月 - 1886年1月）
- 校長： 吉良(矢野)亨 （1886年1月 - 1887年10月）
- 校長心得： 浜田弘道 （1887年10月 - 1888年4月）
- 校長心得： 水島銕也 （1888年4月 - 1888年5月） * 後の官立神戸高商初代校長
- 校長： 菊池侃二 （1888年5月 - 1888年8月） * 校長実務は水島銕也が担当
- 校長： 伊庭貞剛 （1888年9月 - 1891年5月）
- 校長： 板原直吉 （1891年5月 - 1892年3月）
- 校長： 成瀬隆蔵 （1892年3月7日 - 1895年9月）
- 校長： 平沼淑郎 （1895年9月 - 1898年10月）
- 校長事務取扱： 平沼淑郎 （1898年10月 - 1899年2月）
- 校長： 加藤彰廉 （1899年2月 - 1901年3月）

旧制大阪高等商業学校
- 初代： 加藤彰廉 （1901年4月 - 1901年6月）
- 第2代： 平沼淑郎 （1901年6月26日 - 1902年12月）
  - 校長代理： 福島本勝 （1902年12月 - 1903年3月）
- 第3代： 福井彦次郎 （1903年3月3日 - 1909年5月8日）
- 第4代： 加藤彰廉 （1909年5月8日 - 1915年2月15日） * 再任。後の松山高商初代校長
  - 校長事務取扱： 下河内十二蔵 （1915年2月 - 1915年5月）
- 第5代： 片野実之助 （1915年5月27日 - 1917年12月）
  - 校長事務取扱： 伊藤真雄 （1917年12月 - 1918年4月） * 後の県立神戸高商初代校長
  - 校長事務取扱： 武田千代三郎 （1918年4月 - 1922年2月）
- 第6代： 武田千代三郎 （1922年2月 - 1928年3月） * 元 神宮皇學館館長

旧制大阪商科大学・同高等商業部
- 学長事務取扱： 武田千代三郎 （1928年4月 - 1928年6月）

- 初代： 河田嗣郎 （1928年6月 - 1942年5月） * 在職中死去　
  - 学長事務取扱： 村本福松 （1942年5月 - 1942年7月）
- 第2代： 本庄栄治郎 （1942年7月 - 1946年1月）
- 第3代： 恒藤恭 （1946年1月 - 1957年10月） * 新制大阪市立大学初代学長
- 第4代： 福井孝治 （1957年10月 - 1962年3月） * 新制大阪市立大学第3代学長

## 校地の変遷
源流諸校
- 立売堀校舎 （1880年11月 - 1881年8月）

立売堀北通三丁目の旧町会所跡。建物は第二次世界大戦中に空襲で焼失。現・阿波座南公園（大阪市西区立売堀2-2）で、記念碑あり。
- 江戸堀校舎 （1881年8月 - 1892年10月）

江戸堀南通三丁目十八　府会議事堂二階。

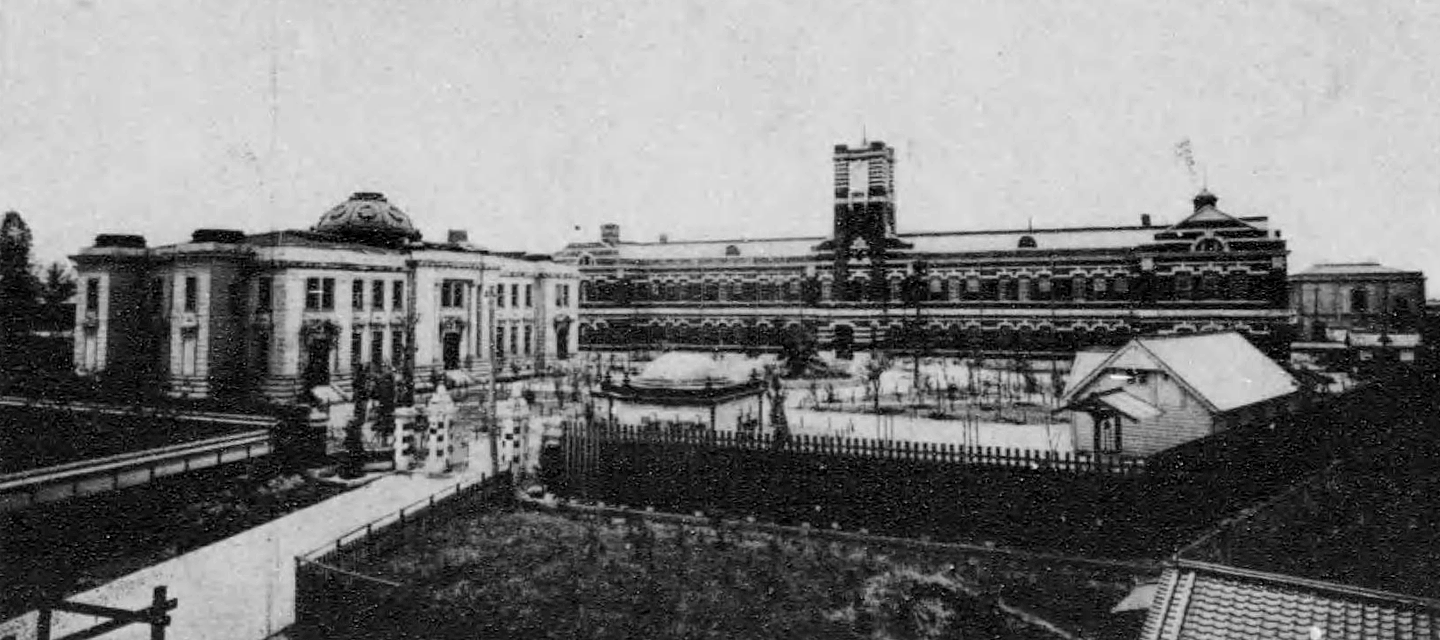
市立大阪高等商業学校（1914年）

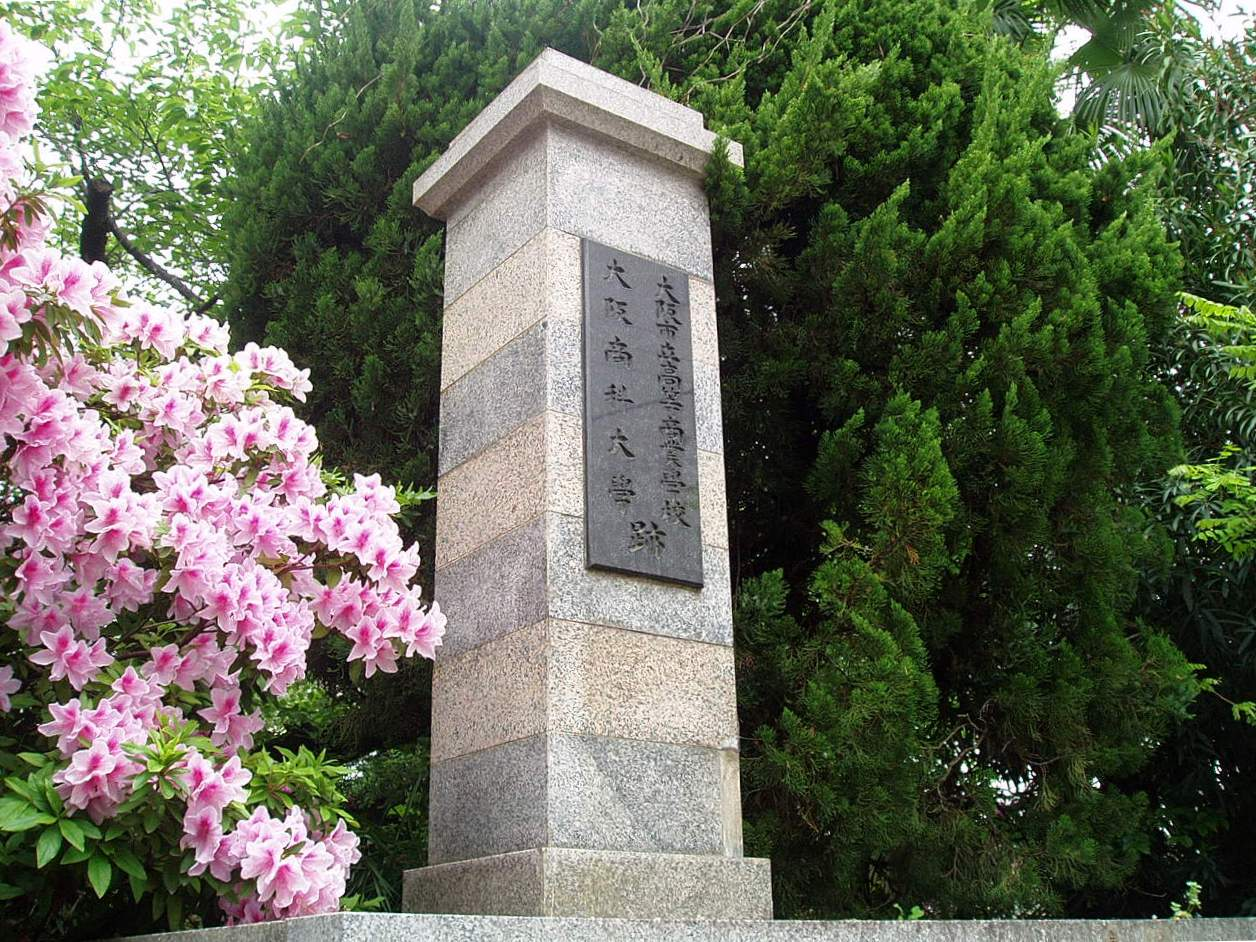
烏ヶ辻記念碑

- 堂島校舎 （1892年10月 - 1909年7月）

堂島浜通二丁目。校地の北側は曽根崎川、東側は梅田入堀川（堂島堀割川）に接していた。現・NTTテレパーク堂島（大阪市北区堂島3）の付近。
旧制大阪高等商業学校
- 堂島校舎 （1892年10月 - 1909年7月）

大阪商業学校から継承。「北の大火」 で焼失。
- 江戸堀仮校舎 （1909年7月 - 1911年5月）

江戸堀南通三丁目の元 西区第二高等小学校校舎。
- 烏ヶ辻校舎 （1911年5月 - 1934年）

煉瓦造の豪華な校舎。跡地は現・NTT西日本大阪病院（大阪市天王寺区烏ヶ辻2-6-40）で、記念碑あり。
逍遙歌などに歌われた 「烏丘 (うきゅう)」・「桃渓 (とうけい)」 とは烏ヶ辻校舎のこと。
旧制大阪商科大学
- 烏ヶ辻校舎 （1911年5月 - 1934年）

大阪高等商業学校から継承。わずか 20年ほどで相当老朽化していたと伝えられる。
- （予科） 茶臼山仮校舎（1930年4月 - 1933年3月）

杉本町新校舎の建設が遅れたため、建設中の大阪市立美術館の一部を予科校舎として転用。
- 杉本町校舎 （1933年3月 - 1945年10月）

1933年に予科・高等商業部が先に移転、学部は 1934年7月に移転。
現在の大阪市立大学杉本キャンパス（大阪市住吉区杉本3-3-138）。学部本館（現 1号館）、予科校舎（現 2号館）などが現存。学部本館は文化庁の登録有形文化財として登録された（第27-0165号）。
1935年11月の新校舎竣工式典で同窓会長 村本福松教授（1910年卒、1973年没）が以下のように評したほど簡潔なデザインの校舎。
「元ヨリ、新学舎ハ、輪奐ノ美ノ誇ルベキモノヲ持ツテ居リマセン。然シナガラ、華ヲ去リ実ニ就ク、商人道ノ都、大阪ノ持ツ商科大学ノ学舎トシテハ真ニ相応シキモノデアリ、（以下略）」
敗戦後、アメリカ軍に全面接収される。
- （学部・予科） 道仁校舎 （1945年10月 - 1949年3月）

南区の元道仁小学校校舎。
- （大阪工業経営専門学校→高等商業部） 桜川校舎 （1945年10月 - 1949年3月）

西区の元桜川小学校校舎。
- （図書館・研究室） 大宝校舎 （1945年10月 - 1949年3月）

南区の元大宝小学校校舎。
- 明治校舎 （1949年4月 - 1950年3月）

西区阿波座中通二丁目十六　元明治小学校校舎。予科終焉の地。
- 靱校舎 （1950年4月 - 1953年3月）

西区靱中通二丁目二七　元靱商業学校校舎。高等商業部・学部終焉の地。
大阪商科大学の閉学式のみは、返還された杉本町校舎の講堂で開催された。

## 著名な出身者
旧制大阪商業学校
- 安川雄之助 - 1889年卒業。元東洋拓殖総裁。元三井合名理事。
- 二代目野村徳七 - 1893年予科修了。大阪野村銀行（現りそな銀行、野村證券）創設者。

健康上の理由で本科への進学は断念した。
- 鳥井信治郎 - サントリー創設者。
- 岩本榮之助 - 1894年卒業。株式仲買人。大阪市中央公会堂建設費の寄付者。
- 喜多又蔵 - 1894年卒業。元日本綿花社長。
- 杉山金太郎 - 1894年卒業。元豊年製油社長。
- 菊池文吾 - 1895年卒業、元日本レイヨン社長。
- 田中吉太郎 - 1896年卒業。元明浄学院校主。

没後、寄付を元に田中記念館が開設された（1975年、杉本キャンパス内）。
- 大野順末 - 1897年卒業。初代大泊町町長、元樺太銀行専務取締役。
- 下河辺建二 - 1897年卒業、1898年高等科修了。[10] 元日本鉱業社長。
- 片岡音吾 - 1900年卒業、東京高等商業学校へ進学。野村證券初代社長。

旧制大阪高等商業学校
- 二代目塩野義三郎 - 1902年卒業。元塩野義製薬社長。
- 長瀬德太郎 - 1903年卒業。元長瀬産業社長。
- 吉岡重三郎 - 1903年卒業。元日活社長、元東京テアトル社長。
- 南俊二 - 1903年卒業。元大阪造船所（現・ダイゾー）社長。
- 潮崎喜八郎 - 1904年卒業。元日綿實業社長。
- 里見信三 - 1905年卒業。元百十四銀行頭取。
- 今西與三郎 - 1908年卒業、京都帝国大学へ進学。元阪神電気鉄道社長。
- 野村元五郎 - 1908年卒業、元野村銀行頭取。
- 藤田亀太郎 - 1911年卒業。元江商（現・兼松）社長。
- 伊藤良三 - 1914年卒業。元伊藤萬社長。
- 駒村資正 - 1915年卒業。元江商（現・兼松）社長、元日本貿易振興会(JETRO)理事長。
- 平井常次郎 - 1919年卒業、1921年研究科修了。元朝日放送社長。

田中記念館前庭 「桜花爛漫」 歌碑（1980年建立）の執筆者。
- 岡島美行 - 1919年卒業。東京商科大学へ進学。元日綿實業社長。
- 牛尾健治 - 1920年卒業、東京商科大学へ進学。元中国合同電気（現関西電力・中国電力）社長。
- 猪崎久太郎 - 1921年卒業。元安宅産業社長。
- 寺田畊三 - 1921年卒業。元大垣共立銀行頭取。
- 杉原荒太 - 1922年卒業。第2次鳩山内閣の防衛庁長官。
- 杉村正一郎 - 1923年卒業。プロ野球審判員。
- 奥村綱雄 - 1923年卒業、京都帝国大学へ進学。元野村證券社長。
- 芦田泰三 - 1924年卒業、東京商科大学へ進学。元住友生命社長。
- 稲次國利 - 1924年卒業。元南海電気鉄道社長。
- 野淵三治 - 1925年卒業。元日本碍子社長。
- 味田順三郎 - 1925年卒業。元阿波銀行頭取。
- 上田慶治 - 1926年卒業。元南都銀行頭取。
- 小野吉郎 - 1928年卒業、九州帝国大学へ進学。元NHK会長。
- 平野清 - 1928年卒業。元昭和産業社長。
- 茂山千之丞（２世） - 中退。狂言方能楽師。

旧制大阪商科大学・同高等商業部
- 瀬川美能留 - 1929年高等商業部卒業。元野村證券社長、元日本証券業協会連合会会長。
- 山本市造 - 1930年高等商業部卒業。元品川燃料社長。
- 渡辺良夫 - 1931年高等商業部卒業。第2次岸内閣の厚生大臣。
- 斎藤栄一 - 1931年高等商業部卒業。元毎日新聞社専務大阪本社代表。「春はセンバツから」のキャッチフレーズ考案者。
- 丹羽正治 - 1932年高等商業部卒業。元松下電工社長。
- 市川政夫 - 1933年高等商業部卒業。安宅産業最後のプロパー社長。
- 田辺治太郎（第14代田辺五兵衛） - 1934年学部卒業。元田辺製薬社長、元日本蹴球協会会長代行。
- 平林忠雄 - 1934年学部卒業。元田辺製薬社長。
- 福本栄治 - 1934年高等商業部卒業。元大同生命保険社長。
- 野々村一雄 - 1935年学部卒業。経済学者、元一橋大学教授。
- 小泉貞三- 1935年学部卒業。経済学者、関西学院大学名誉教授
- 安本和夫 - 1935年学部卒業。元トーメン社長。
- 安倍謙一 - 1935年学部卒業。元富士銀行常務取締役、元日本酸素社長。
- 風早英雄 - 1935年学部卒業。元第一銀行常務取締役、元飯野海運社長。
- 稲垣房雄 - 1935年学部卒業。元光村図書出版社長。
- 小野市兵衛 - 1936年学部卒業。小野薬品工業設立者。
- 大久保武夫 - 1936年学部卒業。元江崎グリコ社長。
- 安田博 - 1937年学部卒業。元大阪瓦斯社長。
- 青木郁朗 - 1937年学部卒業。元三井銀行副社長、元鐘紡会長。
- 田川孝治 - 1939年学部卒業。元三和銀行常務取締役、元鳥取銀行頭取。
- 池田一郎 - 1940年学部卒業。元大和銀行頭取。
- 森山克己 - 1940年学部卒業。元大和紡績社長
- 高田馨 - 1941年学部卒業。大阪大学名誉教授。
- 牧内榮藏 - 1941年高等商業部卒業。元倉敷紡績社長。
- 木上兵衛 - 1941年学部卒業。元野村総合研究所社長。
- 吉村茂夫 - 1941年学部卒業。元南海電気鉄道社長。
- 大橋秀一郎 - 1941年学部卒業。元蝶理社長。
- 浅野喜起 - 1941年学部卒業。元日本経営システム社長。
- 上田俊二 - 1942年学部卒業。元ニチメン社長。
- 小畑幸雄 - 1942年高等商業部卒業。元野村不動産社長。
- 森見徳治 - 1942年高等商業部卒業。元ミニストップ社長
- 松本良諄 - 1942年学部卒業。元敷島紡績社長。
- 野木貞雄 - 1942年学部卒業。元チッソ社長。
- 駒井茂春 - 1943年高等商業部卒業。元ダスキン社長。
- 久保芳和 - 1943年学部卒業。関西学院大学名誉教授、元学長。
- 高田久成 - 1943年学部卒業。元馬主、元中外炉工業取締役。
- 小菅宇三治 - 1946年学部卒業。元プリマハム社長。
- 井上太一 - 1946年学部卒業。元京都銀行頭取。
- 河本一郎 - 1947年学部卒業後、京都大学法学部卒業。商法学者、神戸大学名誉教授。
- 藤原冨男 - 1948年学部卒業。元大日本製薬社長。
- 渡辺一雄 - 1952年学部卒業。小説家。元大丸社員。
- 竹中恵美子 - 1952年学部卒業。労働経済学者、大阪市立大学名誉教授。
- 大谷健 - 1952年学部卒業。経済ジャーナリスト、元朝日新聞編集委員。
- 谷本貞人 - 1953年学部卒業。関西外国語大学学長・理事長。
- 田中敏弘 - 1953年学部卒業。関西学院大学名誉教授、長崎県立大学学長、経済学史学会代表幹事
- 姜在彦 - 1953年研究科修了。朝鮮近代史・思想史研究者、元花園大学教授。

## 関連書籍
- 市立大阪高等商業学校（編） 『市立大阪高等商業学校三十五年史』 1915年3月。
- 大阪商科大学六十年史編纂委員会（編） 『大阪商科大学六十年史』 1944年10月。
- 作道好男・江藤武人（編） 『夕古城を仰ぎ見て 大阪市立大学商・経・法学部90年史』 財界評論新社、1972年9月。
- 大阪市立大学百年史編集委員会（編） 『大阪市立大学百年史 全学編 (上・下)』 1987年11月。
- 有恒会百年史編集委員会（編） 『有恒会百年史』 有恒会、1990年9月。
- 大阪市立大学法学部創立40周年記念事業委員会（編） 『聞けや大和の清流に 大阪市立大学法学部創立40周年記念』 1993年6月。

## 関連事項
- 大阪商大事件